# 拉維柳埃爾卡斯山脈

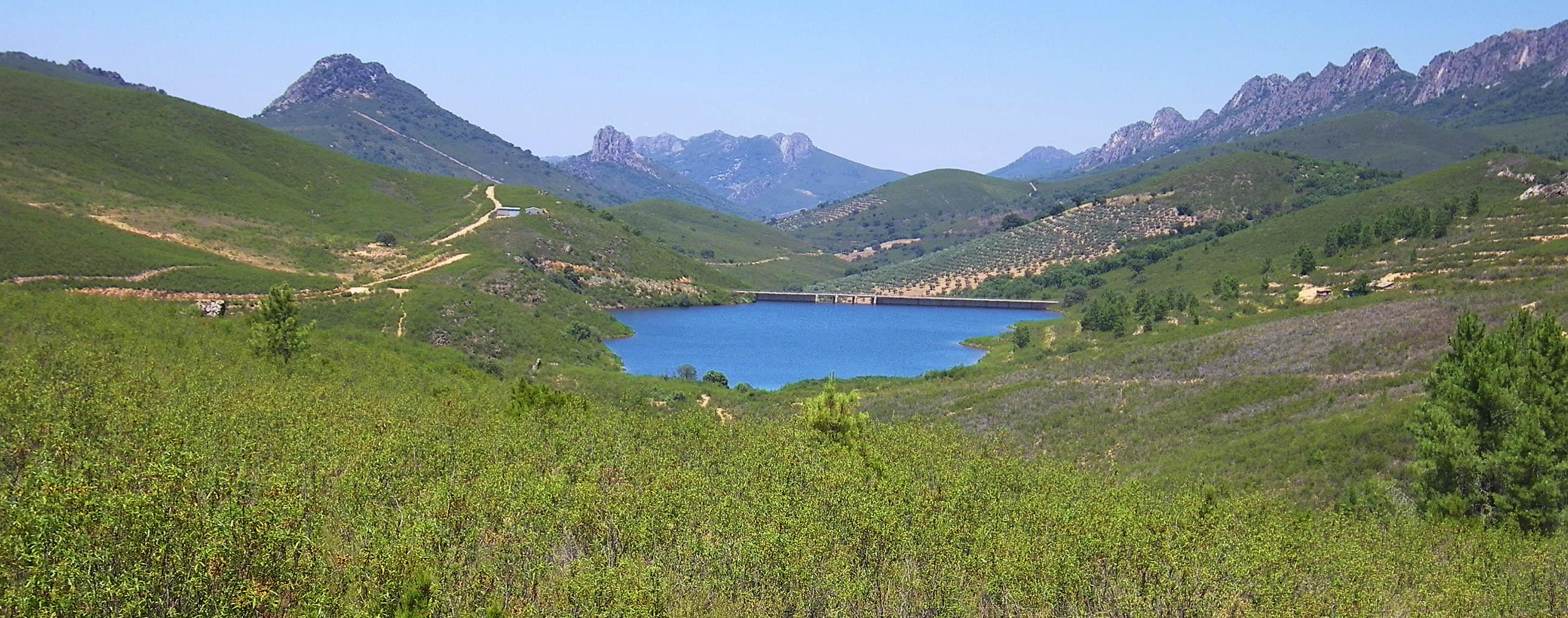

39°29′N 5°24′W / 39.483°N 5.400°W
拉維柳埃爾卡斯山脈（西班牙語：Sierra de Guadalupe），是西班牙的山脈，位於該國西部埃斯特雷馬杜拉，屬於托萊多山脈的一部分，長62公里、寬15公里，最高點是海拔高度1,603米的拉維柳埃爾卡峰。